# آقای رئیس جمهور ۲: یک مسیر در شن
آقای رئیس جمهور ۲: یک مسیر در شن‌ها (به انگلیسی: President's Man 2: A Line in Sand) یک تله‌فیلم آمریکایی محصول سال ۲۰۰۲ در ژانر فیلم اکشن و دلهره‌آور با بازی چاک نوریس و جادسون میل است. این تله فیلم دنباله ای برای فیلم آقای رئیس جمهور (فیلم ۲۰۰۰) می‌باشد. این فیلم نخستین بار در تاریخ ۲۰ ژانویه ۲۰۰۲ در شبکه سی‌بی‌اس نمایش داده شد. فیلم توسط پسر چاک نوریس، اریک نوریس کارگردانی و توسط برادرش آرون نوریس تهیه شده است. 

## بازیگران فیلم
- چاک نوریس - جوشوا مک کورد
- جادسون میلز - دکه اسلاتر
- جنیفر تونگ - کوک مک کورد
- رکسان هارت - لیدیا مایفیلد
- جوئل سوویو - فاضل رشید
- علی افشار - ابیر رشید
- تام بری - ژنرال وارن گیتس
- بروس نوزیک - دادستان کل فیلیپ کازنار
- ماز جبرانی - علی فیصل
- کی بیلی هاچیسون - خودش
- فیلیپ کازنوف - جک استنتون
- رابرت اوریچ - رئیس جمهور آدام مایفیلد
- چینو بینامو - گارد شماره 1
- دامون کلارک - اندی شلیبی
- Dan Flannery - CIA Dir. کارتر مک لاین
- جف گریس - TC
- شان هننیگان - دکتر آرتور اورت
- جیمز هوستون - اسپنسر رایان
- مگی پارک - باربارا
- بیل پوگا - تهیه کننده
- تام پاول - دکتر رولف کلنر
- برت رایس - FBI Dir. استفان مورنی
- جردن وال - راب دانیلز
- جک واتکینز - دن فلدر
- Harout Yerganian - دستیار رشید
- مایکل بندال - گارد شماره 2 (بدون سابقه)
- برایان داکوتا - کارمندان کاخ سفید (بدون سابقه)
- تری ال. هریس - نگهبان شماره یک شماره 1 (بدون سابقه)
- روزا نیکولز - پیشخدمت (بدون سابقه)